# Unicodeblock Geometrische Formen
Der Unicodeblock Geometrische Formen (engl. Geometric Shapes, U+25A0 bis U+25FF) enthält verschiedene geometrische Figuren, zum Beispiel Quadrate, Kreise oder Dreiecke.

## Unterstützung in Schriftarten
Bekannte Schriftarten, die alle Symbole in diesem Unicodebereich vollständig darstellen können, sind zum Beispiel Code2000, die DejaVu-Familie und GNU Unifont. Die weit verbreiteten Schriftarten Arial Unicode MS und Lucida Sans Unicode können zwar nicht alle Symbole, aber die meisten (80 von 96) darstellen.

## Tabelle
Alle Zeichen haben die Kategorie "Anderes Symbol" und die bidirektionale Klasse "Anderes neutrales Zeichen".
<tr id="<span_id="BLACK_MEDIUM_SMALL_SQUARE">BLACK_MEDIUM_SMALL_SQUARE">
| Unicodenummer | Zeichen (400 %) | Offizielle Bezeichnung                        | Beschreibung                                                    |
| ------------- | --------------- | --------------------------------------------- | --------------------------------------------------------------- |
| U+25A0 (9632) | ■               | BLACK SQUARE                                  | Schwarzes Quadrat                                               |
| U+25A1 (9633) | □               | WHITE SQUARE                                  | Weißes Quadrat                                                  |
| U+25A2 (9634) | ▢               | WHITE SQUARE WITH ROUNDED CORNERS             | Weißes Quadrat mit abgerundeten Ecken                           |
| U+25A3 (9635) | ▣               | WHITE SQUARE CONTAINING BLACK SMALL SQUARE    | Weißes Quadrat mit einem kleinen schwarzen Quadrat in der Mitte |
| U+25A4 (9636) | ▤               | SQUARE WITH HORIZONTAL FILL                   | Quadrat mit horizontaler Schraffur                              |
| U+25A5 (9637) | ▥               | SQUARE WITH VERTICAL FILL                     | Quadrat mit vertikaler Schraffur                                |
| U+25A6 (9638) | ▦               | SQUARE WITH ORTHOGONAL CROSSHATCH FILL        | Quadrat mit orthogonaler Kreuzschraffur                         |
| U+25A7 (9639) | ▧               | SQUARE WITH UPPER LEFT TO LOWER RIGHT FILL    | Quadrat mit Schraffur von oben links nach unten rechts          |
| U+25A8 (9640) | ▨               | SQUARE WITH UPPER RIGHT TO LOWER LEFT FILL    | Quadrat mit Schraffur von oben rechts nach unten links          |
| U+25A9 (9641) | ▩               | SQUARE WITH DIAGONAL CROSSHATCH FILL          | Quadrat mit diagonaler Kreuzschraffur                           |
| U+25AA (9642) | ▪               | BLACK SMALL SQUARE                            | Kleines schwarzes Quadrat                                       |
| U+25AB (9643) | ▫               | WHITE SMALL SQUARE                            | Kleines weißes Quadrat                                          |
| U+25AC (9644) | ▬               | BLACK RECTANGLE                               | Schwarzes Rechteck                                              |
| U+25AD (9645) | ▭               | WHITE RECTANGLE                               | Weißes Rechteck                                                 |
| U+25AE (9646) | ▮               | BLACK VERTICAL RECTANGLE                      | Vertikales schwarzes Rechteck                                   |
| U+25AF (9647) | ▯               | WHITE VERTICAL RECTANGLE                      | Vertikales weißes Rechteck                                      |
| U+25B0 (9648) | ▰               | BLACK PARALLELOGRAM                           | Schwarzes Parallelogramm                                        |
| U+25B1 (9649) | ▱               | WHITE PARALLELOGRAM                           | Weißes Parallelogramm                                           |
| U+25B2 (9650) | ▲               | BLACK UP-POINTING TRIANGLE                    | Nach oben zeigendes schwarzes Dreieck                           |
| U+25B3 (9651) | △               | WHITE UP-POINTING TRIANGLE                    | Nach oben zeigendes weißes Dreieck                              |
| U+25B4 (9652) | ▴               | BLACK UP-POINTING SMALL TRIANGLE              | Nach oben zeigendes kleines schwarzes Dreieck                   |
| U+25B5 (9653) | ▵               | WHITE UP-POINTING SMALL TRIANGLE              | Nach oben zeigendes kleines weißes Dreieck                      |
| U+25B6 (9654) | ▶               | BLACK RIGHT-POINTING TRIANGLE                 | Nach rechts zeigendes schwarzes Dreieck                         |
| U+25B7 (9655) | ▷               | WHITE RIGHT-POINTING TRIANGLE                 | Nach rechts zeigendes weißes Dreieck                            |
| U+25B8 (9656) | ▸               | BLACK RIGHT-POINTING SMALL TRIANGLE           | Nach rechts zeigendes kleines schwarzes Dreieck                 |
| U+25B9 (9657) | ▹               | WHITE RIGHT-POINTING SMALL TRIANGLE           | Nach rechts zeigendes kleines weißes Dreieck                    |
| U+25BA (9658) | ►               | BLACK RIGHT-POINTING POINTER                  | Nach rechts zeigende schwarze Pfeilspitze                       |
| U+25BB (9659) | ▻               | WHITE RIGHT-POINTING POINTER                  | Nach rechts zeigende weiße Pfeilspitze                          |
| U+25BC (9660) | ▼               | BLACK DOWN-POINTING TRIANGLE                  | Nach unten zeigendes schwarzes Dreieck                          |
| U+25BD (9661) | ▽               | WHITE DOWN-POINTING TRIANGLE                  | Nach unten zeigendes weißes Dreieck                             |
| U+25BE (9662) | ▾               | BLACK DOWN-POINTING SMALL TRIANGLE            | Nach unten zeigendes kleines schwarzes Dreieck                  |
| U+25BF (9663) | ▿               | WHITE DOWN-POINTING SMALL TRIANGLE            | Nach unten zeigendes kleines weißes Dreieck                     |
| U+25C0 (9664) | ◀               | BLACK LEFT-POINTING TRIANGLE                  | Nach links zeigendes schwarzes Dreieck                          |
| U+25C1 (9665) | ◁               | WHITE LEFT-POINTING TRIANGLE                  | Nach links zeigendes weißes Dreieck                             |
| U+25C2 (9666) | ◂               | BLACK LEFT-POINTING SMALL TRIANGLE            | Nach links zeigendes kleines schwarzes Dreieck                  |
| U+25C3 (9667) | ◃               | WHITE LEFT-POINTING SMALL TRIANGLE            | Nach links zeigendes kleines weißes Dreieck                     |
| U+25C4 (9668) | ◄               | BLACK LEFT-POINTING POINTER                   | Nach links zeigende schwarze Pfeilspitze                        |
| U+25C5 (9669) | ◅               | WHITE LEFT-POINTING POINTER                   | Nach links zeigende weiße Pfeilspitze                           |
| U+25C6 (9670) | ◆               | BLACK DIAMOND                                 | Schwarze Raute                                                  |
| U+25C7 (9671) | ◇               | WHITE DIAMOND                                 | Weiße Raute                                                     |
| U+25C8 (9672) | ◈               | WHITE DIAMOND CONTAINING BLACK SMALL DIAMOND  | Weiße Raute mit einer kleinen schwarzen Raute in der Mitte      |
| U+25C9 (9673) | ◉               | FISHEYE                                       | Fischauge                                                       |
| U+25CA (9674) | ◊               | LOZENGE                                       | Rhombus                                                         |
| U+25CB (9675) | ○               | WHITE CIRCLE                                  | Weißer Kreis                                                    |
| U+25CC (9676) | ◌               | DOTTED CIRCLE                                 | Gepunkteter Kreis                                               |
| U+25CD (9677) | ◍               | CIRCLE WITH VERTICAL FILL                     | Kreis mit vertikaler Schraffur                                  |
| U+25CE (9678) | ◎               | BULLSEYE                                      | Mitte einer Zielscheibe                                         |
| U+25CF (9679) | ●               | BLACK CIRCLE                                  | Schwarzer Kreis                                                 |
| U+25D0 (9680) | ◐               | CIRCLE WITH LEFT HALF BLACK                   | Kreis mit linker Hälfte schwarz                                 |
| U+25D1 (9681) | ◑               | CIRCLE WITH RIGHT HALF BLACK                  | Kreis mit rechter Hälfte schwarz                                |
| U+25D2 (9682) | ◒               | CIRCLE WITH LOWER HALF BLACK                  | Kreis mit unterer Hälfte schwarz                                |
| U+25D3 (9683) | ◓               | CIRCLE WITH UPPER HALF BLACK                  | Kreis mit oberer Hälfte schwarz                                 |
| U+25D4 (9684) | ◔               | CIRCLE WITH UPPER RIGHT QUADRANT BLACK        | Kreis mit oberem rechtem Viertel schwarz                        |
| U+25D5 (9685) | ◕               | CIRCLE WITH ALL BUT UPPER LEFT QUADRANT BLACK | Schwarzer Kreis mit oberem linkem Viertel weiß                  |
| U+25D6 (9686) | ◖               | LEFT HALF BLACK CIRCLE                        | Linke Hälfte eines schwarzen Kreises                            |
| U+25D7 (9687) | ◗               | RIGHT HALF BLACK CIRCLE                       | Rechte Hälfte eines schwarzen Kreises                           |
| U+25D8 (9688) | ◘               | INVERSE BULLET                                | Invertierter Aufzählungspunkt                                   |
| U+25D9 (9689) | ◙               | INVERSE WHITE CIRCLE                          | Invertierter weißer Kreis                                       |
| U+25DA (9690) | ◚               | UPPER HALF INVERSE WHITE CIRCLE               | Obere Hälfte eines invertierten weißen Kreises                  |
| U+25DB (9691) | ◛               | LOWER HALF INVERSE WHITE CIRCLE               | Untere Hälfte eines invertierten weißen Kreises                 |
| U+25DC (9692) | ◜               | UPPER LEFT QUADRANT CIRCULAR ARC              | Oberer linker Viertelkreis                                      |
| U+25DD (9693) | ◝               | UPPER RIGHT QUADRANT CIRCULAR ARC             | Oberer rechter Viertelkreis                                     |
| U+25DE (9694) | ◞               | LOWER RIGHT QUADRANT CIRCULAR ARC             | Unterer rechter Viertelkreis                                    |
| U+25DF (9695) | ◟               | LOWER LEFT QUADRANT CIRCULAR ARC              | Unterer linker Viertelkreis                                     |
| U+25E0 (9696) | ◠               | UPPER HALF CIRCLE                             | Obere Kreishälfte                                               |
| U+25E1 (9697) | ◡               | LOWER HALF CIRCLE                             | Untere Kreishälfte                                              |
| U+25E2 (9698) | ◢               | BLACK LOWER RIGHT TRIANGLE                    | Nach unten rechts zeigendes schwarzes Dreieck                   |
| U+25E3 (9699) | ◣               | BLACK LOWER LEFT TRIANGLE                     | Nach unten links zeigendes schwarzes Dreieck                    |
| U+25E4 (9700) | ◤               | BLACK UPPER LEFT TRIANGLE                     | Nach oben links zeigendes schwarzes Dreieck                     |
| U+25E5 (9701) | ◥               | BLACK UPPER RIGHT TRIANGLE                    | Nach oben rechts zeigendes schwarzes Dreieck                    |
| U+25E6 (9702) | ◦               | WHITE BULLET                                  | Weißer Aufzählungspunkt                                         |
| U+25E7 (9703) | ◧               | SQUARE WITH LEFT HALF BLACK                   | Quadrat mit linker Hälfte schwarz                               |
| U+25E8 (9704) | ◨               | SQUARE WITH RIGHT HALF BLACK                  | Quadrat mit rechter Hälfte schwarz                              |
| U+25E9 (9705) | ◩               | SQUARE WITH UPPER LEFT DIAGONAL HALF BLACK    | Quadrat mit oberer linker Hälfte schwarz                        |
| U+25EA (9706) | ◪               | SQUARE WITH LOWER RIGHT DIAGONAL HALF BLACK   | Quadrat mit unterer rechter Hälfte schwarz                      |
| U+25EB (9707) | ◫               | WHITE SQUARE WITH VERTICAL BISECTING LINE     | Weißes Quadrat mit vertikaler Trennlinie                        |
| U+25EC (9708) | ◬               | WHITE UP-POINTING TRIANGLE WITH DOT           | Nach oben zeigendes weißes Dreieck mit Punkt                    |
| U+25ED (9709) | ◭               | UP-POINTING TRIANGLE WITH LEFT HALF BLACK     | Nach oben zeigendes Dreieck mit linker Hälfte schwarz           |
| U+25EE (9710) | ◮               | UP-POINTING TRIANGLE WITH RIGHT HALF BLACK    | Nach oben zeigendes Dreieck mit rechter Hälfte schwarz          |
| U+25EF (9711) | ◯               | LARGE CIRCLE                                  | Großer Kreis                                                    |
| U+25F0 (9712) | ◰               | WHITE SQUARE WITH UPPER LEFT QUADRANT         | Weißes Quadrat mit Viertel oben links                           |
| U+25F1 (9713) | ◱               | WHITE SQUARE WITH LOWER LEFT QUADRANT         | Weißes Quadrat mit Viertel unten links                          |
| U+25F2 (9714) | ◲               | WHITE SQUARE WITH LOWER RIGHT QUADRANT        | Weißes Quadrat mit Viertel unten rechts                         |
| U+25F3 (9715) | ◳               | WHITE SQUARE WITH UPPER RIGHT QUADRANT        | Weißes Quadrat mit Viertel oben rechts                          |
| U+25F4 (9716) | ◴               | WHITE CIRCLE WITH UPPER LEFT QUADRANT         | Weißer Kreis mit Viertel oben links                             |
| U+25F5 (9717) | ◵               | WHITE CIRCLE WITH LOWER LEFT QUADRANT         | Weißer Kreis mit Viertel unten links                            |
| U+25F6 (9718) | ◶               | WHITE CIRCLE WITH LOWER RIGHT QUADRANT        | Weißer Kreis mit Viertel unten rechts                           |
| U+25F7 (9719) | ◷               | WHITE CIRCLE WITH UPPER RIGHT QUADRANT        | Weißer Kreis mit Viertel oben rechts                            |
| U+25F8 (9720) | ◸               | UPPER LEFT TRIANGLE                           | Nach oben links zeigendes Dreieck                               |
| U+25F9 (9721) | ◹               | UPPER RIGHT TRIANGLE                          | Nach oben rechts zeigendes Dreieck                              |
| U+25FA (9722) | ◺               | LOWER LEFT TRIANGLE                           | Nach unten links zeigendes Dreieck                              |
| U+25FB (9723) | ◻               | WHITE MEDIUM SQUARE                           | Weißes mittelgroßes Quadrat                                     |
| U+25FC (9724) | ◼               | BLACK MEDIUM SQUARE                           | Schwarzes mittelgroßes Quadrat                                  |
| U+25FD (9725) | ◽              | WHITE MEDIUM SMALL SQUARE                     | Weißes kleines bis mittelgroßes Quadrat                         |
| U+25FE (9726) | ◾              | BLACK MEDIUM SMALL SQUARE                     | Schwarzes kleines bis mittelgroßes Quadrat                      |
| U+25FF (9727) | ◿               | LOWER RIGHT TRIANGLE                          | Nach unten rechts zeigendes Dreieck                             |